# Матоушек, Богуслав
Богуслав Матоушек (чеш. Bohuslav Matoušek; род. 26 сентября 1949[…], Гавличкув-Брод[…]) — чешский скрипач.
Окончил Пражскую музыкальную академию (1972), ученик Ярослава Пекельского и Вацлава Снитила. Занимался также в Люцерне под руководством Вольфганга Шнайдерхана и в мастер-классах Артюра Грюмьо и Натана Мильштейна. Лауреат Международного музыкального фестиваля «Пражская весна» (1972).
В 1977—1980 гг. концертмейстер Симфонического оркестра Йомиури (Токио). По возвращении из Японии много концертировал и записывался как ансамблевый музыкант: на протяжении 15 лет (до 1995 г.) был первой скрипкой Квартета имени Стамица (в составе квартета записал, в частности, альбомы квартетов Дворжака и Мартину, удостоенные премии Grand Prix du Disque), затем участник Трио имени Дворжака и Октета Чешской филармонии. Особенно известен как пропагандист творчества Богуслава Мартину: в 1999 г. осуществил первую в мире запись всех произведений Мартину для скрипки и фортепиано (со своим постоянным ансамблевым партнёром пианистом Петром Адамцем), годом позже сыграл мировую премьеру первой редакции Концертной сюиты для скрипки с оркестром.